# Lobhörner

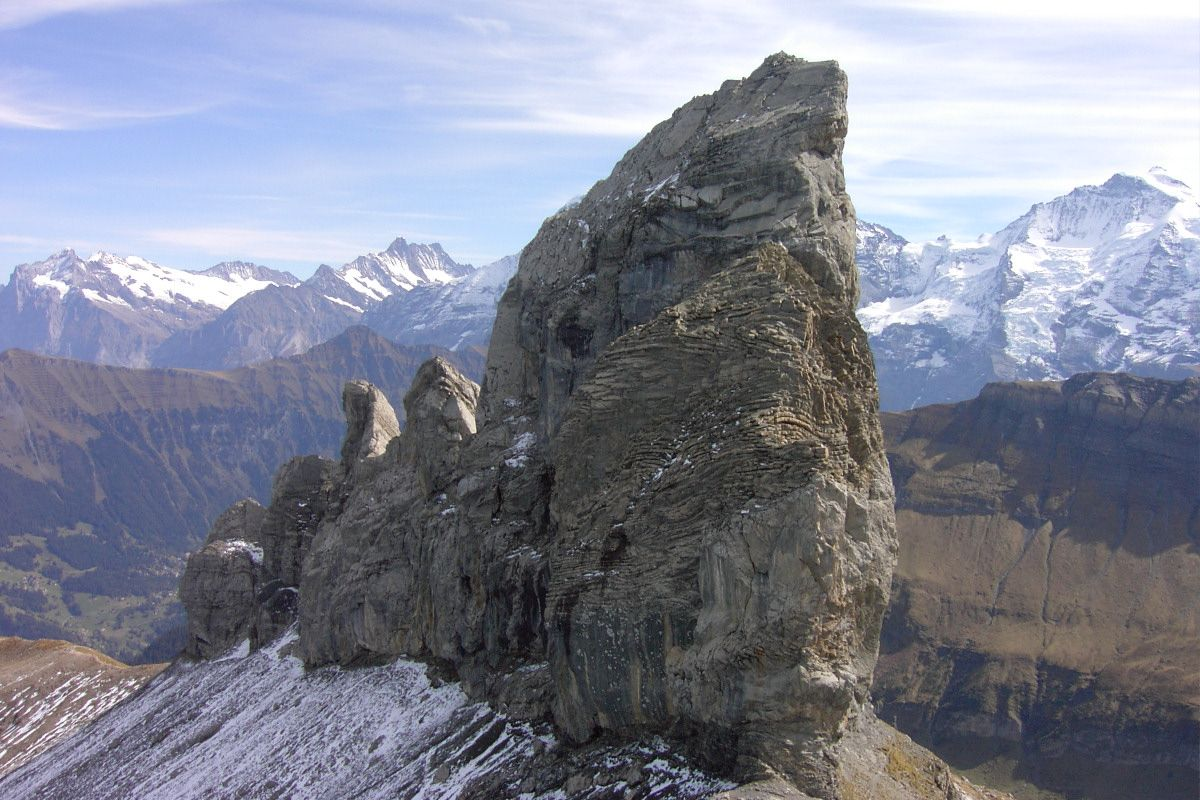
Blick vom Kleinen Lobhorn auf das Grosse Lobhorn

Die Lobhörner sind eine Gruppe von Gipfeln im Berner Oberland in der Schweiz. Ihr höchster Gipfel erhebt sich auf 2566 m ü. M.
Die Lobhörner bilden einen Teil des Grates zwischen dem Saxettal im Norden und dem Soustal im Süden. Sie erheben sich als markante Zacken aus diesem Grat und sind mit dieser Form untypisch für die Region, da sie eher an die Dolomiten erinnern. Die Zackengruppe besteht aus zwei Teilen; dem kleinen Lobhorn (2519 m ü. M.) und dem grossen Lobhorn (2566 m ü. M.), dem imposantesten der Zacken, an welchen vier weitere kleinere Zacken anschliessen.
Während das kleine Lobhorn leicht für Bergwanderer begehbar ist, sind das Grosse Lobhorn und die kleineren Zacken nur durch Kletterei erreichbar. Die Erstbesteigung fand möglicherweise 1866 durch Gottlieb Wyss statt; gesichert ist jedoch erst die Besteigung durch Heinrich Dübi, Eduard und Max Müller sowie Markus von Steiger 1876. Ausgangspunkt für Bergtouren in diesem Gebiet ist die Lobhornhütte.